# NGC 908
NGC 908 è una galassia a spirale nella costellazione della Balena. Dista dalla Via Lattea circa 60 milioni di anni-luce.
Si individua, 5,5 gradi ad est della stella υ Ceti, anche con un telescopio rifrattore da 120mm, dove si mostra come una debole ellisse allungata in senso E-W. Un buon riflettore newtoniano consente invece di identificare i suoi bracci principali, in particolare quelli che si stendono verso est. Secondo alcune fonti, non si tratterebbe di una galassia spirale classica, ma di una spirale barrata: la difficoltà nella determinazione dipende anche dall'inclinazione con cui si mostra la stessa galassia, oltre che nella luminosità del suo nucleo.